# DUMBO, Brooklyn
DUMBO, acronim pentru Down Under the Manhattan Bridge Overpass (engleză  pentru Sub Pasarela Podului Manhattan Bridge), este un cartier din zona Brooklyn a orașului New York. Conține două secțiuni; una situată ântre Podurile Manhattan și Brooklin și una situată la est de Manhattan Bridge.